# Jörn Köhler
Jörn Köhler (Göttingen, 1970) is een Duits herpetoloog. Köhler is gespecialiseerd in de Malagassische kikkersoorten en werkt hierbij veel samen met Miguel Vences en Frank Glaw maar ook Franco Andreone. Ook beschreef hij andere Afrikaanse en Zuid-Amerikaanse amfibieën en reptielen.
Köhler heeft gestudeerd aan de Rheinische Friedrich-Wilhelms-Universiteit en werkt bij de Universiteit Trier en het Hessisches Landesmuseum Darmstadt. Tevens is hij vicevoorzitter van het Deutsche Gesellschaft für Herpetologie und Terrarienkunde, waar hij sinds 2007 lid van is. 
- Pristimantis samaipatae (Köhler & Jungfer, 1995)
- Oreobates zongoensis (Reichle & Köhler, 1997)
- Pristimantis olivaceus (Köhler, Morales, Lötters, Reichle & Aparicio, 1998)
- Noblella carrascoicola (De la Riva & Köhler, 1998)
- Pristimantis llojsintuta (Köhler & Lötters, 1999)
- Yunganastes ashkapara (Köhler, 2000)
- Noblella ritarasquinae (Köhler, 2000)
- Rhinella stanlaii (Lötters & Köhler, 2000)
- Dendropsophus joannae (Köhler & Lötters, 2001)
- Dendropsophus delarivai (Köhler & Lötters, 2001)
- Rhacophorus orlovi Ziegler & Köhler, 2001
- Dendropsophus coffea (Köhler, Jungfer & Reichle, 2005)
- Gastrotheca piperata Duellman & Köhler, 2005
- Tylototriton vietnamensis Böhme, Schöttler, Nguyen & Köhler, 2005
- Agama finchi Böhme, Wagner, Malonza, Lötters & Köhler, 2005
- Hypsiboas nympha Faivovich, Moravec, Cisneros-Heredia & Köhler, 2006
- Leptopelis mackayi Köhler, Bwong, Schick, Veith & Lötters, 2006
- Dendropsophus juliani Moravec, Aparicio & Köhler, 2006
- Hannemania yungicola Wohltman, Köhler & Martin, 2006
- Hannemania chaparensis Wohltman, Köhler & Martin, 2006
- Plethodontohyla fonetana Glaw, Köhler, Bora, Rabibisoa, Ramilijaona & Vences, 2007
- Chiasmocleis magnova Moravec & Köhler, 2007
- Boophis tampoka Köhler, Glaw & Vences, 2007
- Endotrombicula ptychadenae Wohltmann, Du Preez, Rödel, Köhler & Vences, 2007
- Pristurus schneideri Rösler, Köhler & Böhme, 2008
- Boophis baetkei Köhler, Glaw & Vences, 2008
- Boophis lilianae Köhler, Glaw & Vences, 2008
- Dendropsophus reichlei Moravec, Aparicio, Guerrero-Reinhard, Calderon & Köhler, 2008
- Thamnosophis mavotenda Glaw, Nagy, Köhler, Franzen & Vences, 2009
- Phelsuma borai Glaw, Köhler & Vences, 2009
- Furcifer timoni Glaw, Köhler & Vences, 2009
- Paracontias kankana Köhler, Vieites, Glaw, Kaffenberger & Vences, 2009
- Anodonthyla emilei Vences, Glaw, Köhler & Wollenberg, 2010
- Anodonthyla jeanbai Vences, Glaw, Köhler & Wollenberg, 2010
- Anodonthyla theoi Vences, Glaw, Köhler & Wollenberg, 2010
- Anodonthyla vallani Vences, Glaw, Köhler & Wollenberg, 2010
- Boophis arcanus Glaw, Köhler, De la Riva, Vieites & Vences, 2010
- Boophis entingae Glaw, Köhler, De la Riva, Vieites & Vences, 2010
- Boophis haingana Glaw, Köhler, De la Riva, Vieites & Vences, 2010
- Boophis luciae Glaw, Köhler, De la Riva, Vieites & Vences, 2010
- Boophis miadana Glaw, Köhler, De la Riva, Vieites & Vences, 2010
- Boophis piperatus Glaw, Köhler, De la Riva, Vieites & Vences, 2010
- Boophis praedictus Glaw, Köhler, De la Riva, Vieites & Vences, 2010
- Boophis roseipalmatus Glaw, Köhler, De la Riva, Vieites & Vences, 2010
- Boophis sandrae Glaw, Köhler, De la Riva, Vieites & Vences, 2010
- Boophis spinophis Glaw, Köhler, De la Riva, Vieites & Vences, 2010
- Phrynobatrachus kakamikro Schick, Zimkus, Channing, Köhler & Lötters, 2010
- Paracontias fasika Köhler, Vences, Erbacher & Glaw, 2010
- Rhombophryne matavy D'Cruze, Köhler, Vences & Glaw, 2010
- Phelsuma roesleri Glaw, Gehring, Köhler, Franzen & Vences, 2010
- Stumpffia hara Köhler, Vences, D'Cruze & Glaw, 2010
- Stumpffia be Köhler, Vences, D'Cruze & Glaw, 2010
- Stumpffia staffordi Köhler, Vences, D'Cruze & Glaw, 2010
- Stumpffia megsoni Köhler, Vences, D'Cruze & Glaw, 2010
- Calumma tarzan Gehring, Pabijan, Ratsoavina, Köhler, Vences & Glaw, 2010
- Rhombophryne mangabensis Glaw, Köhler & Vences, 2010
- Hypsiboas gladiator Köhler, Koscinski, Padial, Chaparro, Handford, Lougheed & De la Riva, 2010
- Blommersia galani Vences, Köhler, Pabijan & Glaw, 2010
- Blommersia dejongi Vences, Köhler Pabijan & Glaw, 2010
- Boophis quasiboehmei Vences, Köhler, Crottini & Glaw, 2010
- Madascincus arenicola Miralles, Köhler, Glaw & Vences, 2011
- Paracontias vermisaurus Miralles, Köhler, Vieites, Glaw & Vences, 2011
- Gephyromantis tahotra Glaw, Köhler & Vences, 2011
- Blommersia variabilis Pabijan, Gehring, Köhler, Glaw & Vences, 2011
- Boophis popi Köhler, Glaw, Rosa, Gehring, Pabijan, Andreone & Vences, 2011
- Boophis fayi Köhler, Glaw, Rosa, Gehring, Pabijan, Andreone & Vences, 2011
- Brookesia confidens Glaw, Köhler, Townsend & Vences, 2012
- Brookesia desperata Glaw, Köhler, Townsend & Vences, 2012
- Brookesia micra Glaw, Köhler, Townsend & Vences, 2012
- Brookesia tristis Glaw, Köhler, Townsend & Vences, 2012
- Platypelis ravus Glaw, Köhler & Vences, 2012
- Boophis narinsi Vences, Gehara, Köhler & Glaw, 2012
- Madagascarophis fuchsi Glaw, Kucharzewski, Köhler, Vences & Nagy, 2013
- Stumpffia analamaina Klages, Glaw, Köhler, Müller, Hipsley & Vences, 2013

- Gemeinsame Normdatei: 122128257
- International Standard Name Identifier: 0000 0000 3816 4490
- Library of Congress Control Number: nb2001003997
- Nederlandse Thesaurus van Auteursnamen: 380640414
- ORCID: 0000-0002-5250-2542
- Système universitaire de documentation: 163240302
- Semantic Scholar: 152360662
- Virtual International Authority File: 35330313
- WorldCat: E39PBJpYBdwxWqchJWqVH7PhHC